# Herpetické viry
Herpetické viry neboli herpesviry (čeleď Herpesviridae, z řec. herpein, plazit se, plížit se) jsou obalené DNA viry, pro které je typické dlouhodobé přetrvávání (latence) v nakaženém organismu. Patří mezi nejrozšířenější viry v živočišné populaci a jsou původci širokého spektra nemocí lidí i zvířat.

## Popis
Herpesviry jsou poměrně velké viry (120–220 nm) sférického tvaru. Jsou to obalené viry, obal tvořený lipoproteiny získávají pučením přes jadernou membránu infikované buňky. Z obalu ční do prostoru peplomery, které slouží k průniku do dalších buněk. Samotná bílkovinná kapsida viru má eikosahedrální symetrii a je tvořená 162 kapsomerami, které mají tvar protáhlých hranolů. Uvnitř kapsidy je stočená jediná molekula dvouvláknité, lineární DNA.

## Replikační cyklus
Herpesviry se replikují v jádře infikované buňky – po průniku cytoplasmatickou membránou se z virionu uvolní deoxyribonukleová kyselina, proniká do jádra a tam využije enzymů hostitelské buňky k replikaci vlastní DNA a k syntéze mRNA, která nese informaci o složení virových proteinů. Virové proteiny, přestože vznikly na ribozomech vně jádra, se do jádra vracejí a kompletují se s virovou DNA. Kapsidy pak pučí přes jadernou membránu, čímž získávají obal, hotové viriony se pak ve vakuolách nebo přes endoplasmatické retikulum dostávají vně buňky, kde mohou nakazit další buňky.
Virové proteiny jsou v jádře nakažené buňky vidět pod světelným mikroskopem jako tzv. virové inkluze.

## Latentní infekce
I po odeznění infekce, která nastává po průniku viru do organismu, virus sám přetrvává ve tkáních (nervová ganglia, žlázy, ledviny apod.) v latentním stavu. Při stresové situaci nebo při oslabení imunitního systému hostitele se viry aktivují a způsobí nové onemocnění. Některé herpesviry jsou schopné způsobit nádorovou transformaci infikované buňky.

## Systém herpesvirů
Podle délky replikačního cyklu, místech latence a vlastnostech virových částic se celá čeleď Herpesviridae rozděluje na tři podčeledi, Alphaherpesvirinae, Betaherpesvirinae a Gammaherpesvirinae.

### Lidské herpesviry
Lidský herpesvirus (anglicky human herpes virus, HHV) je virus běžně rozšířený mezi populací. Nejčastější jím způsobená nemoc je opar, jehož původcem je konkrétněji virus herpes simplex 1 a 2. Jiné typy herpesvirů jsou původci nemocí, jako je infekční mononukleóza nebo Kaposiho sarkom.

#### Seznam lidských herpesvirů
| zkratka dle pořadí | zkratka dle názvu | název                  | vyvolaná onemocnění |
| ------------------ | ----------------- | ---------------------- | --- |
| HHV-1              | HSV-1             | herpes simplex virus 1 | - opar na rtech - gingivostomatitida - herpes labialis - keratokonjunktivitida - eczema herpeticatum - encefalitida                                                 |
| HHV-2              | HSV-2             | herpes simplex virus 2 | - genitální opar - genitální herpes - serózní meningitida - herpetická infekce novorozenců                                                                          |
| HHV-3              | VZV               | varicella zoster virus | primoinfekce → plané neštovice reaktivace → pásový opar |
| HHV-4              | EBV               | virus Epstein–Barr     | - infekční mononukleóza - nádorové bujení - Burkittův lymfom - Hodgkinův lymfom - posttransplantační lymfoproliferativní choroba - nazofaryngeální karcinom - apod. |
| HHV-5              | CMV               | cytomegalovirus        | cytomegalová mononukleóza |
| HHV-6              |                   | Roseolovirus           | šestá nemoc (exanthema subitum) |
| HHV-7              |                   |                        | - šestá nemoc (exanthema subitum) - vzácně i encefalitidu |
| HHV-8              | KSHV              | virus Kaposiho sarkom  | - Kaposiho sarkom - Castlemanova choroba (u osob s oslabenou imunitou)                                                                                              |

- HHV-1 = HSV-1, herpes simplex virus: původce oparu na rtech (gingivostomatitida, herpes labialis, keratokonjunktivitida, eczema herpeticatum, encefalitida)
- HHV-2 = HSV-2, herpes simplex virus: původce genitálního oparu (genitální herpes, serózní meningitida, herpetická infekce novorozenců)
- HHV-3 = VZV, varicella zoster virus: původce planých neštovic (primární infekce) a pásového oparu (při reaktivaci)
- HHV-4 = EBV, virus Epsteina–Barrové: původce infekční mononukleózy, je schopná vyvolat nádorové bujení (Burkittův lymfom, Hodgkinův lymfom, posttransplantační lymfoproliferativní choroba, nazofaryngeální karcinom apod.)
- HHV-5 = CMV, cytomegalovirus: původce cytomegalové mononukleózy, zvětšení uzlin
- HHV-6 = Roseolovirus: původce tzv. šesté nemoci (exanthema subitum) starších kojenců a batolat, která se projevuje horečkou a růžovou skvrnitou vyrážkou
- HHV-7 = druh blízce příbuzný HHV-6, také způsobuje šestou nemoc (horečnaté onemocnění, vzácně i encefalitidu)
- HHV-8 = KSHV: způsobuje nádorové bujení, Kaposiho sarkom, u osob s oslabenou imunitou a zřejmě také Castlemanovu chorobu.

### Opičí herpesvirus
Člověk se může nakazit také B-virem, opičím herpesvirem, který infikuje makaky. Infekce člověka probíhá velmi prudce a u neléčených osob často končí smrtí.